# 爱德华·D·拉佐斯卡
爱德华·D·拉佐斯卡（Edward D. “Ed” Lazowska，1950年—）是一位美国计算机科学家。他是华盛顿大学保罗 G. 艾伦计算机科学与工程学院教授和比尔及梅琳达·盖茨基金会名誉主席、美国国家工程院院士、美国文理科学院院士、华盛顿州科学院院士、计算机协会、电气电子工程师学会以及美國科學促進會成員。